# Bauhinia hainanensis
Bauhinia hainanensis är en ärtväxtart som beskrevs av Elmer Drew Merrill och Woon Young Chun. Bauhinia hainanensis ingår i släktet Bauhinia och familjen ärtväxter. Inga underarter finns listade i Catalogue of Life.